# Fish-eye
In fotografia, un fish-eye o fisheye (letteralmente: occhio di pesce) è un obiettivo fotografico o cinematografico grandangolare estremo (o ultragrandangolare) che abbraccia un angolo di campo non minore di 180° (esistono infatti fisheye che abbracciano angoli di campo superiori a 180°).
Il termine fisheye fu coniato da Robert W. Wood nel suo libro Physical Optics in un capitolo dedicato alla rifrazione dei raggi di luce incidenti sulla superficie di un lago. Il termine fisheye fa riferimento al fatto che un pesce sul fondo del lago è in grado di vedere una semisfera
Il primo fisheye, il Robin Hill Sky, fabbricato dalla ditta Beck di Londra è stato sviluppato per studiare le formazioni di nubi e produceva su una piccola lastra un'immagine di tutto il cielo, grazie all'espediente di introdurre una fortissima distorsione a barilotto.

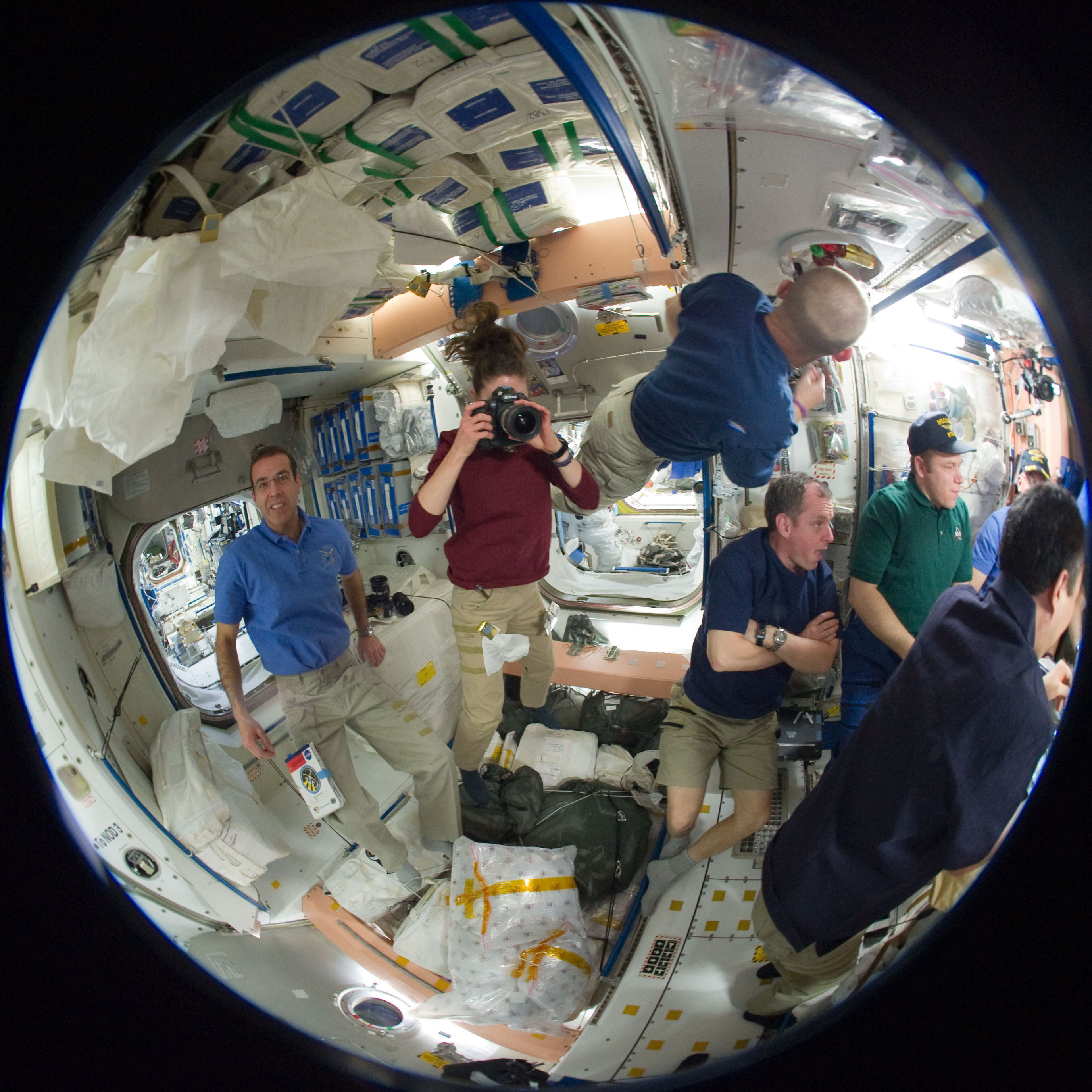
Un esempio di fotografia Fish-eye

Le immagini prodotte da un fish-eye sono circolari, anche se in certi casi, quando non è necessaria una copertura di 180°, parte del bordo, o addirittura tutto il bordo circolare, viene escluso (dalla lastra o dalla pellicola).
I fisheye vengono anche molto usati nella fotografia sportiva, in particolare nelle discipline gravity come skateboard e BMX per via del particolare effetto che offrono.
Le lunghezze focali dei fisheye dipendono dalle dimensioni del fotogramma. Per il fotogramma 24 mm × 36 mm le tipiche lunghezze focali sono tra gli 8 e i 10 mm per obiettivi che producono immagini circolari, e tra i 14 e i 16 mm per quelli che producono immagini a fotogramma pieno (tagliando completamente i bordi circolari).
Esistono anche aggiuntivi ottici (anche chiamati fisheye) che, anteposti ai normali obiettivi, li trasformano in obiettivi fisheye.
A differenza degli obiettivi grandangolari a prospettiva rettilinea, i fisheye non possono evidentemente fornire un'immagine non distorta. In particolare l'immagine è sempre più distorta quanto più ci si allontana dal centro.
Esistono diversi metodi per ottenere queste distorsioni: nella maggior parte dei fisheye per uso fotografico si opta per la cosiddetta proiezione equidistante. 
Lo schema ottico fondamentale di un fisheye è quello di un teleobiettivo invertito, costituito da uno o più elementi anteriori divergenti e da elementi posteriori convergenti, di dimensioni più ridotte.